# モンティ・パイソン・ライブ・アット・ザ・ハリウッド・ボウル
『モンティ・パイソン・ライブ・アット・ザ・ハリウッド・ボウル』（Monty Python Live at the Hollywood Bowl）は、モンティ・パイソンが1980年にハリウッド・ボウルで4日間行ったライブ及び1982年に劇場公開された同ライブの記録映画である。日本では劇場未公開。

## 概要
映画『ライフ・オブ・ブライアン』の成功ののち、次作『人生狂騒曲』の脚本執筆に取り組んだパイソンズであったが、もはやグループとして機能することが難しくなっており作業は行き詰まりなかなか進まなかった。そんななかでジョン・クリーズは「気分転換にライブをしよう」と提案、ハリウッド・ボウルでの4日間公演が行われた。「7人目のパイソン」と呼ばれる二人、ニール・イネスとキャロル・クリーヴランドも参加し、総決算ともいえる内容になったこのライブは、パイソンズ6人がそろってステージ上に立った最後の4日間となった。ライブフィルムはのちに編集され、『人生狂騒曲』に先立って劇場公開されている。
このライブでは、『空飛ぶモンティ・パイソン』のスケッチを中心に、オリジナルのスケッチや、『空飛ぶモンティ・パイソン』以前にパイソンズが執筆したスケッチ、そして楽曲が演じられている。また、ステージには巨大なスクリーンが設置され、アニメや当時アメリカで未放送であった『空飛ぶモンティ・パイソン ドイツ版』の一部を放送することで、スケッチとスケッチの間を中だるみなくつないだ。

## 演じられたスケッチと歌
- （歌）『Sit on my Face（僕の顔に座って）』
- 一人レスリング
- （歌）『Never Be Ride to an Arab（人種差別の歌）』
- ミケランジェロの『最後の晩餐』
- （ドイツ版より）おバカオリンピック
- （歌）『Bruces' Philosophers Song（哲学者の歌）』
- バカ歩き省
- オカマの裁判官
- ワールド・フォーラム
- （歌）『I'm the Urban Spaceman』（ボンゾ・ドッグ・バンドの曲。イネスが歌う）
- ウィッゾー・チョコレート工場
- アホウドリ売り
- ナッジナッジ
- （ドイツ版より）哲学者サッカー
- 4人のヨークシャー男（パイソン前に『At Last the 1948 Show』で発表されたスケッチ）
- 討論教室
- （歌）『How Sweet to Be an Idiot』（ニール・イネスのソロ曲）
- 旅行代理店
- スラップスティック講座（ジョーンズ、ペイリンが大学時代に書いたスケッチ）
- （ドイツ版より）赤ずきんちゃん
- 教会警察
- 木こりの歌（ペイリンの十八番だがなぜかアイドルが歌った）